# Pernada da Ribeira de São Tomé
A Pernada da Ribeira de São Tomé é um curso de água português localizado na freguesia da Santo Antão, concelho da Calheta, ilha de São Jorge, arquipélago dos Açores.
Este curso de água tem origem a uma cota de cerca de 800 metros de altitude nos contrafortes montanhosos do Complexo Vulcânico do Topo, designadamente no Pico dos Cabecinhos e no Pico do Facho.
Procede à drenagem de uma bacia hidrográfica que engloba os contrafortes destas elevações e também parte da localidade das Tronqueiras e de São Tomé.
Desagua no Oceano Atlântico precepitando-se do cimo de uma falésia que ronda os 200 metros de altura entre a Ponta dos Monteiros e a Fajã do Labaçal.